# Armed Forces Bowl 2016
Match précédent Match suivant
L'Armed Forces Bowl 2016 est un match de football américain de niveau universitaire  joué après la saison régulière de 2016, le 23 décembre 2016 au Amon G. Carter Stadium de Fort Worth au Texas.
Il s'agit de la 14e édition de l'Armed Forces Bowl.
Le match a mis en présence les équipes des Bulldogs de Louisiana Tech issus de la Conference USA et des Midshipmen de la Navy issus de l'American Athletic Conference.
Il a débuté à 15 h 30 locales (UTC−06:00) et a été retransmis en télévision sur ESPN.
Sponsorisé par la société Lockheed Martin, le match est officiellement dénommé le Lockheed Martin Armed Forces Bowl.
Louisiana Tech gagne le match sur le score de 48 à 45.

## Présentation du match
| Équipes                                                                                  | Conférences                  | Entraîneurs     | Stats. saison rég. | Classements CFP-AP-Coaches |
| ---------------------------------------------------------------------------------------- | ---------------------------- | --------------- | ------------------ | -------------------------- |
| Bulldogs de Louisiana Tech                                                               | Conference USA               | Skip Holtz      | 8-5                | NC - NC - NC               |
| Midhipmen de la Navy                                                                     | American Athletic Conference | Ken Niumatalolo | 9-4                | 25 - NC - NC               |
| Arbitre : Larry Smith (MAC) Équipe donnée favorite par les bookmakers : Navy par 1 point |                              |                 |                    |                            |

Il s'agit de la 3e rencontre entre ces deux équipes, la Navy ayant remporté les deux premiers matchs.

### Bulldogs de Louisiana Tech
Avec un bilan global en saison régulière de 9 victoires et 4 défaites, Louisiana Tech est éligible et accepte l'invitation pour participer à l'Armed Forces Bowl de 2016.
Ils terminent 1er de la West Division de la Conference USA, avec un bilan en division de 6 victoires et 2 défaites, mais perdent contre Western Kentucky la finale de conférence 58 à 44.
À l'issue de la saison 2016, ils n'apparaissent pas dans les classements CFP , AP et Coaches.
Il s'agit de leur 1er apparition à l'Armed Forces Bowl.

### Midhipmen de la Navy
Avec un bilan global en saison régulière de 9 victoires et 4 défaites, la Navy est éligible et accepte l'invitation pour participer à l'Armed Forces Bowl de 2016.
Ils terminent 1er de la West Division de l'American Athletic Conference, avec un bilan en division de 7 victoires et 1 défaites, mais perdent la finale de conférence 10 à 34 contre les Owls de Temple.
À l'issue de la saison 2016 (bowl non compris), ils seront classés #25 au classement CFP mais n'apparaissent pas dans les classements AP et Coaches.
À l'issue de la saison 2016 (bowl compris), ils n'apparaissent pas dans les classements AP et Coaches, celui du CFP n'étant plus édité après les bowls.
Il s'agit de leur 2e participation à l'Armed Forces Bowl.
| Date             | Saison | Adversaire       | Score | Victoire - Défaite |
| ---------------- | ------ | ---------------- | ----- | ------------------ |
| 30 décembre 2013 | 2013   | Middle Tennessee | 24-06 | V : 1 - 0          |

## Résumé du match
Début du match à 15 h 30 locales, fin à 19 h 6 pour une durée de match de 3 heures et 36 minutes.
Température de 49 °F (49 °C), vent de sud à 3 miles à l'heure, ciel nuageux.
Résumé, vidéo et images du match sur le site The Blue Pennant. 
| QT          | Temps       | Drive       | Drive       | Drive       | Équipe      | Description de l'action | Score | Score |
| QT          | Temps       | Jeux        | Yards       | TDP         | Équipe      | Description de l'action | LT    | NAV   |
| ----------- | ----------- | ----------- | ----------- | ----------- | ----------- | --- | ----- | ----- |
| 1           | 13:25       | 4           | 16          | 01:25       | LT          | TD à la suite d'une course de 1 yard par QB Ryan Higgins + 1 point de conversion par kicker Jonathan Barnes                                        | 7     | 0     |
| 1           | 09:48       | 8           | 48          | 03:03       | LT          | Field Goal de 22 yards par kicker Jonathan Barnes                                                                                                  | 10    | 0     |
| 1           | 04:04       | 8           | 55          | 02:46       | NAV         | TD à la suite d'une course de 3 yards par QB Zach Abey + 3 points de conversion par kicker Bennett Moehring                                        | 10    | 7     |
| 1           | 00:18       | 9           | 66          | 03:39       | LT          | TD de 19 yards par WR Trent Taylor à la suite de la réception d'une passe de QB Ryan Higgins + 1 point de conversion par kicker Jonathan Barnes    | 17    | 7     |
| 2           | 14:49       | 2           | 73          | 00:24       | NAV         | TD de 64 yards par RB Darryl Bonner à la suite de la réception d'une passe de QB Zach Abey + 1 point de conversion par kicker Bennett Moehring     | 17    | 14    |
| 2           | 11:17       | 3           | 52          | 01:47       | NAV         | TD à la suite d'une course de 2 yards par QB Zach Abey + 1 point de conversion par kicker Bennett Moehring                                         | 17    | 21    |
| 2           | 07:15       | 9           | 65          | 04:02       | LT          | TD de 3 yards par WR Carlos Henderson à la suite de la réception d'une passe de QB Ryan Higgins + 1 point de conversion par kicker Jonathan Barnes | 24    | 21    |
| 2           | 02:02       | 10          | 41          | 05:07       | NAV         | Field Goal de 40 yards par kicker Bennett Noehring                                                                                                 | 24    | 24    |
| 2           | 00:35       | 6           | 83          | 01:22       | LT          | TD de 51 yards par WR Trent Taylor à la suite de la réception d'une passe de QB Ryan Higgins + 1 point de conversion par kicker Jonathan Barnes    | 31    | 24    |
| 3           | 07:53       | 14          | 90          | 07:02       | NAV         | TD à la suite d'une course de 24 yards par RB Chris High + 1 point de conversion par kicker Bennett Moehring                                       | 31    | 31    |
| 4           | 13:10       | 6           | 70          | 02:06       | LT          | TD à la suite d'une course de 12 yards par RB Boston Scott + 1 point de conversion par kicker Jonathan Barnes                                      | 38    | 31    |
| 4           | 09:05       | 10          | 75          | 04:05       | NAV         | TD à la suite d'une course de 9 yards par RB Chris High + 1 point de conversion par kicker Bennett Moehring                                        | 38    | 38    |
| 4           | 04:02       | 10          | 72          | 04:48       | LT          | TD de 4 yards par WR Carlos Henderson à la suite de la réception d'une passe de QB Ryan Higgins + 1 point de conversion par kicker Jonathan Barnes | 45    | 38    |
| 4           | 03:46       | 2           | 75          | 00:20       | NAV         | TD à la suite d'u;ne course de 30 yards par QB Malcolm Perry + 1 point de conversion par kicker Bennett Moehring                                   | 45    | 45    |
| 4           | 00:00       | 9           | 70          | 03:40       | LT          | Field Goal de 32 yards par kicker Jonathan Barnes                                                                                                  | 48    | 45    |
| Score final | Score final | Score final | Score final | Score final | Score final | Score final | 48    | 45    |

## Statistiques
| Statistiques par équipe                |                        |                        |
| Statistiques                           | LT                     | NAV                    |
| 1er down                               | 31                     | 25                     |
| 1er down à la course                   | 7                      | 17                     |
| 1er down à la passe                    | 19                     | 5                      |
| 1er down suite pénalité                | 5                      | 3                      |
| Conversion de 3e down                  | 7/10                   | 6/11                   |
| Conversion de 4e down                  | 0/0                    | 1/1                    |
| Jeux–yards                             | 73 jeux pour 497 yards | 61 jeux pour 459 yards |
| Yards à la course                      | 88 (33 courses)        | 300 (49 courses)       |
| Yards à la passe                       | 409                    | 159                    |
| Passes : Réussies-Tentées-Interceptées | 29/40, 0 int.          | 7/12, 0 int.           |
| Réussite en zone rouge/chances         | 7/8                    | 4/4                    |
| TD                                     | 6                      | 6                      |
| Field Goals                            | 2/2                    | 1/1                    |
| Sacks (Nombre-Yards gagnés)            | 2/5 yards gagnés       | 3/24 yards gagnés      |
| Fumbles (Nombre/Perdus)                | 2/1                    | 2/1                    |
| Pénalités (Nombre/Yards perdus)        | 4/50 yards perdus      | 6/70 yards perdus      |
| Temps de possession                    | 31:31                  | 28:29                  |

| Meilleur joueur (MVP) |               |       |
| Nom                   | Équipe        | Poste |
| Zach Abey             | Navy          | QB    |
| Trent Taylor          | Virginia Tech | WR    |

| Statistiques individuelles |               |                                                                         |
| Quaterbacks                |               |                                                                         |
| LT                         | Ryan Higgins  | 29/40 passes réussies, 0 interceptions, 409 yards, 4 TDs, 3 sacks subis |
| NAV                        | Zach Abey     | 7/12 passes réussies, 0 interceptions, 159 yards, 1 TD, 2 sacks subis   |
| Meilleurs coureurs         |               |                                                                         |
| LT                         | Jarred Craft  | 17 courses pour 63 yards nets gagnés, 0 TD                              |
| NAV                        | Zach Abey     | 25 clujrses pour 114 yards nets gagnés, 2 TDs                           |
| Meilleurs receveurs        |               |                                                                         |
| LT                         | Trent Taylor  | 12 réceptions pour 233 yards, 2 TDs                                     |
| NAV                        | Darryl Bonner | 2 réceptions pour 79 yards, 1 TD                                        |
| Meilleurs tackleurs        |               |                                                                         |
| LT                         | Xavier Woods  | 6 tacles en solo, 2 assistes, 1 fumble forcé                            |
| NAV                        | Micah Thomas  | 7 tacles en solo, 2 assistes et 1 sack                                  |